# Malu Alb, Galați
Malu Alb este un sat în comuna Drăgănești din județul Galați, Moldova, România.
 Acest articol despre o localitate din județul Galați este deocamdată un ciot. Puteți ajuta Wikipedia prin completarea lui.